# Faqirwali
Faqirwali (en urdu: فقِيروالى‎) es una ciudad del distrito de Bahawalnagar en la provincia de Punjab, en el este de Pakistán.

## Demografía
La población de la ciudad se triplicó entre 1981 y 2017 según los censos oficiales, pasando de 10 444 habitantes a 35 051. Entre 1998 y 2017, el crecimiento promedio anual fue de 2,6 %, ligeramente superior al promedio nacional de 2,4 %.

## Clima
El clima promedio de Faqirwali es cálido y húmedo. Las temperaturas extremas ocurren durante los meses de mayo, junio y julio, cuando la temperatura alcanza los 49-53 °C. En agosto comienza la temporada de los monzones, con fuertes lluvias en toda la zona. Diciembre y enero son los meses más fríos, cuando las temperaturas pueden bajar hasta -1 °C. La precipitación media anual es de 160 milímetros.
| Parámetros climáticos promedio de Faqirwali | Parámetros climáticos promedio de Faqirwali | Parámetros climáticos promedio de Faqirwali | Parámetros climáticos promedio de Faqirwali | Parámetros climáticos promedio de Faqirwali | Parámetros climáticos promedio de Faqirwali | Parámetros climáticos promedio de Faqirwali | Parámetros climáticos promedio de Faqirwali | Parámetros climáticos promedio de Faqirwali | Parámetros climáticos promedio de Faqirwali | Parámetros climáticos promedio de Faqirwali | Parámetros climáticos promedio de Faqirwali | Parámetros climáticos promedio de Faqirwali | Parámetros climáticos promedio de Faqirwali |
| Mes | Ene.                                        | Feb.                                        | Mar.                                        | Abr.                                        | May.                                        | Jun.                                        | Jul.                                        | Ago.                                        | Sep.                                        | Oct.                                        | Nov.                                        | Dic.                                        | Anual                                       |
| --- | ------------------------------------------- | ------------------------------------------- | ------------------------------------------- | ------------------------------------------- | ------------------------------------------- | ------------------------------------------- | ------------------------------------------- | ------------------------------------------- | ------------------------------------------- | ------------------------------------------- | ------------------------------------------- | ------------------------------------------- | ------------------------------------------- |
| Temp. máx. abs. (°C) | 29.3                                        | 35.6                                        | 39.4                                        | 45.6                                        | 48.0                                        | 50.1                                        | 46.0                                        | 42.4                                        | 42.0                                        | 40.0                                        | 37.0                                        | 29.6                                        | '                                           |
| Temp. máx. media (°C) | 20.6                                        | 22.76                                       | 28.3                                        | 35.9                                        | 40.8                                        | 42.0                                        | 38.3                                        | 37.4                                        | 36.5                                        | 34.2                                        | 28.6                                        | 22.5                                        | 32.3                                        |
| Temp. media (°C) | 13.3                                        | 15.7                                        | 21.0                                        | 28.0                                        | 32.8                                        | 35.1                                        | 33.1                                        | 32.4                                        | 30.6                                        | 26.4                                        | 20.6                                        | 15.0                                        | 25.3                                        |
| Temp. mín. media (°C) | 5.8                                         | 8.4                                         | 13.8                                        | 20.0                                        | 24.7                                        | 28.2                                        | 27.8                                        | 27.4                                        | 24.7                                        | 18.6                                        | 12.6                                        | 7.6                                         | 18.3                                        |
| Temp. mín. abs. (°C) | 0.0                                         | -1.0                                        | 3.9                                         | 12.6                                        | 14.4                                        | 18.3                                        | 16.1                                        | 21.4                                        | 13.1                                        | 11.0                                        | 4.0                                         | 1.7                                         | '                                           |
| Precipitación total (mm) | 4.5                                         | 16.5                                        | 15.2                                        | 10.2                                        | 4.8                                         | 15.3                                        | 77.2                                        | 39.9                                        | 9.5                                         | 1.0                                         | 4.3                                         | 5.0                                         | 203.4                                       |
| Horas de sol | 222.4                                       | 218.9                                       | 250.8                                       | 274.3                                       | 269.1                                       | 213.9                                       | 218.3                                       | 256.6                                       | 279.3                                       | 284.0                                       | 260.8                                       | 223.5                                       | 2971.9                                      |
| Fuente: NOAA (1971–1990) «Bahawalnagar Climate Normals 1971–1990». National Oceanic and Atmospheric Administration. Consultado el 16 de enero de 2013. |                                             |                                             |                                             |                                             |                                             |                                             |                                             |                                             |                                             |                                             |                                             |                                             |                                             |